# سباستین والوکیویچ
سباستین والوکیویچ (لهستانی: Sebastian Walukiewicz؛ زادهٔ ۵ آوریل ۲۰۰۰) بازیکن فوتبال اهل لهستان است.
از باشگاه‌هایی که در آن بازی کرده است می‌توان به باشگاه فوتبال پوگون شچچین و لگیا ورشو اشاره کرد.
وی همچنین در تیم‌های ملی فوتبال زیر ۱۹ سال لهستان، زیر ۲۰ سال لهستان، زیر ۲۱ سال لهستان، و لهستان بازی کرده است.